# Manuel Elkin Patarroyo
Patarroyo  Murillo est un nom espagnol. Le premier nom de famille, en général paternel, est Patarroyo ; le second, en général maternel, souvent omis, est Murillo.
Manuel Elkin Patarroyo Murmillo, né le 3 novembre 1946 à Ataco, et mort le 9 janvier 2025 à Bogota, est un pathologiste colombien. Il est connu pour avoir découvert le premier candidat vaccin synthétique contre le paludisme en 1986. Ce vaccin s'est finalement montré insuffisamment efficace.

## Biographie

### Jeunesse et éducation
Manuel Elkin Patarroyo dit avoir trouvé sa vocation à 8 ans, en lisant une biographie de Louis Pasteur en bande dessinée. Il a suivi des études de médecine à l'université nationale de Colombie, puis a reçu une bourse pour aller à l'université Yale, et a obtenu son doctorat à l'université Rockefeller à New York.

### Vaccin contre le paludisme
Le 13 août 1987, Manuel Elkin Patarroyo publie dans la revue Nature les résultats du premier test humain d'un vaccin contre le paludisme, le SPf66 (ce nom venant du fait qu'il a nécessité 66 essais). Ce vaccin est aussi le premier vaccin synthétique, moins cher à produire qu'un vaccin ordinaire car sa fabrication ne nécessite pas de cultiver des organismes vivants.
Patarroyo refuse de vendre le brevet à une entreprise pharmaceutique, proposant à la place de céder le vaccin à l'Organisation mondiale de la santé, à condition que celle-ci s'engage à le produire et le distribuer à prix coûtant.
Mais en 1998, après davantage de tests de terrain, l'OMS conclut que l'efficacité du vaccin est de 35 % seulement et renonce à sa production.
En 2007, Manuel Elkin Patarroyo travaille dans un laboratoire de Leticia, où il emploie des singes Aotus comme cobayes, ces singes étant les seuls animaux avec l'homme et le gorille à pouvoir contracter le paludisme.

## Récompenses et distinctions
- Lauréat du prix Prince des Asturies 1994, dans la catégorie Recherche scientifique et technique.